# Friedenspfahl

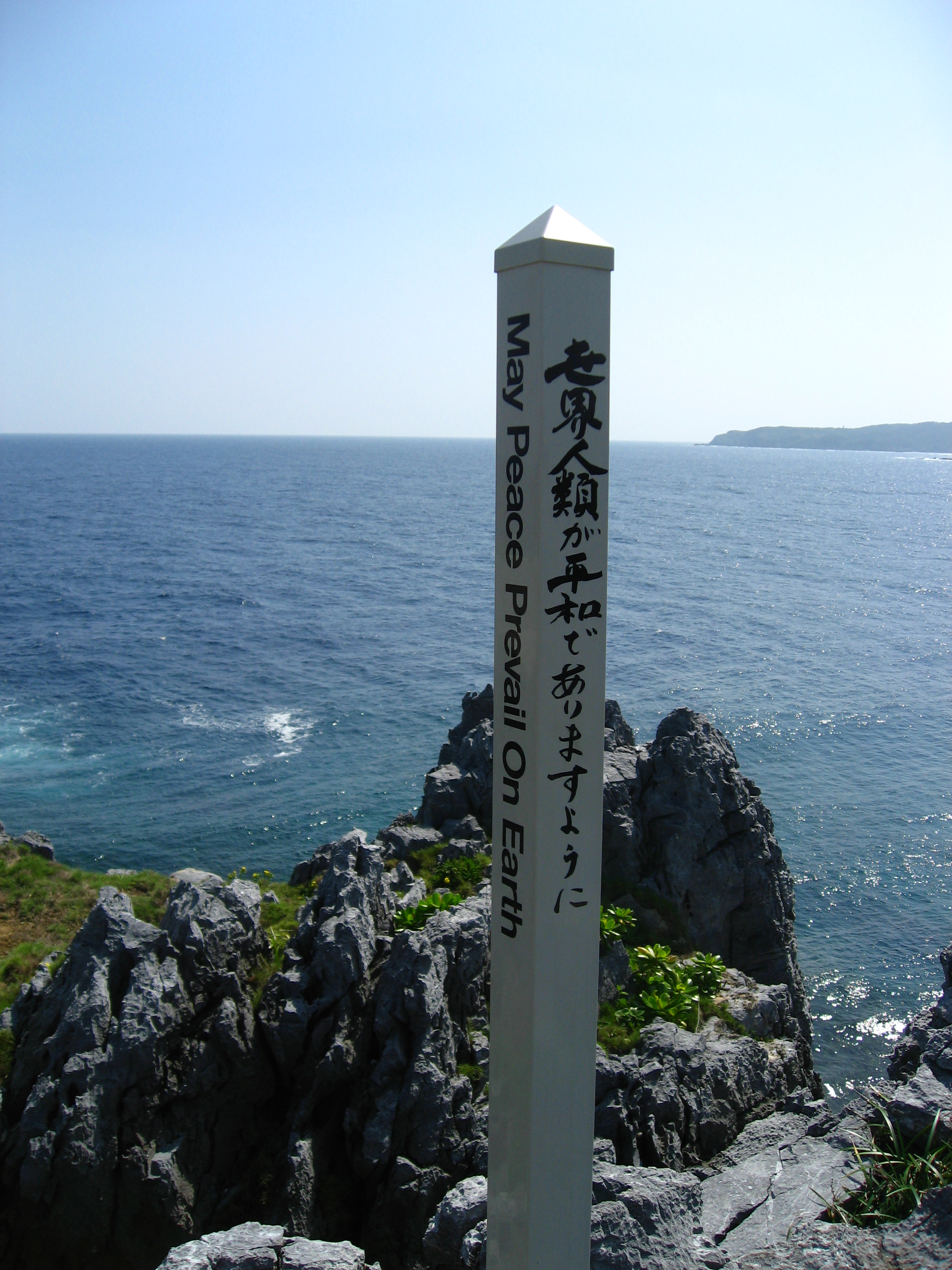
Friedenspfahl in Okinawa, Japan

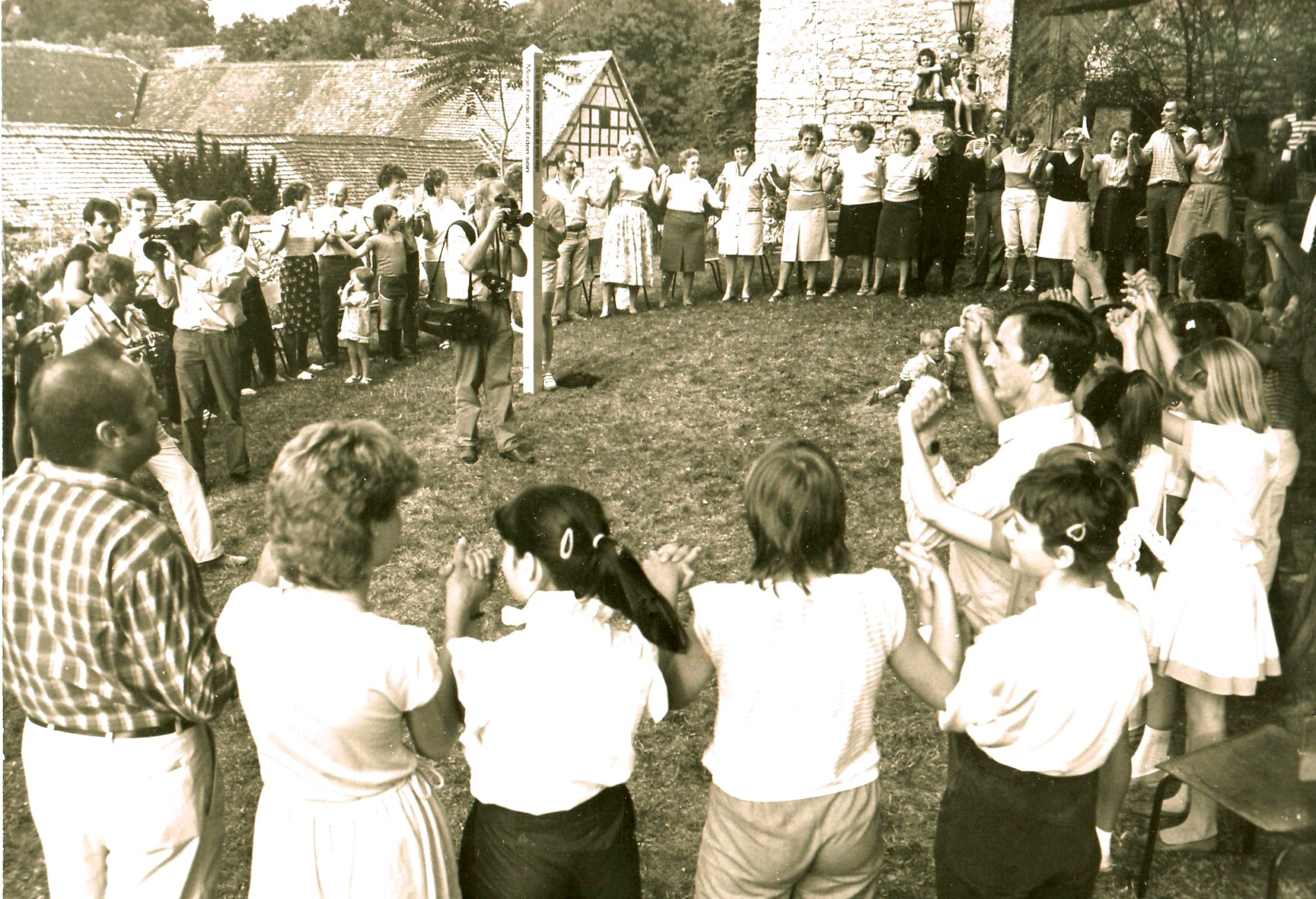
Friedenspfahl in Kapellendorf

Ein Friedenspfahl (englisch „Peace Pole“) ist ein Pfahl, der an den Seiten in verschiedenen Sprachen die Aufschrift „May Peace prevail on Earth“ (deutsch Möge Friede auf Erden sein) trägt.

## Beschreibung
Friedenspfähle haben ihren Ursprung in einer Idee des japanischen Philosophen und Friedenskämpfers Masahisa Goi im Jahr 1969, der als ein Mittel zur Verbreitung seines Friedensgebetes an verschiedenen Orten Aufkleber mit dem Friedensgebet anbrachte oder einen Pfahl aufstellte. Der erste Friedenspfahl wurde Mitte der 1970er-Jahre aufgestellt. Die Aufstellung der Friedenspfähle wird von der World Peace Prayer Society, deren Vorsitzende Gois Adoptivtochter Masami Saionji ist, gefördert.
Mittlerweile gibt es mehr als 250.000 Pfähle in jedem Land der Erde., darunter an Orten wie den Pyramiden von Gizeh, dem Magnetischen Nordpol der Erde in Kanada, Gorki-Park in Moskau und Angkor Wat in Kambodscha und in Berlin sowie, zur Förderung der Heilung, in Orten wie Sarajevo, Hiroshima und der Allenby-Brücke zwischen Israel und Jordanien sowie an öffentlichen und privaten Orten in Japan.
Politiker wie Jimmy Carter und religiöse Führer wie Papst Johannes Paul II., Mutter Teresa und S. H. der Dalai Lama haben Friedenspfähle gestiftet oder gewidmet („dedicated“).

## Beispiele (Auswahl)

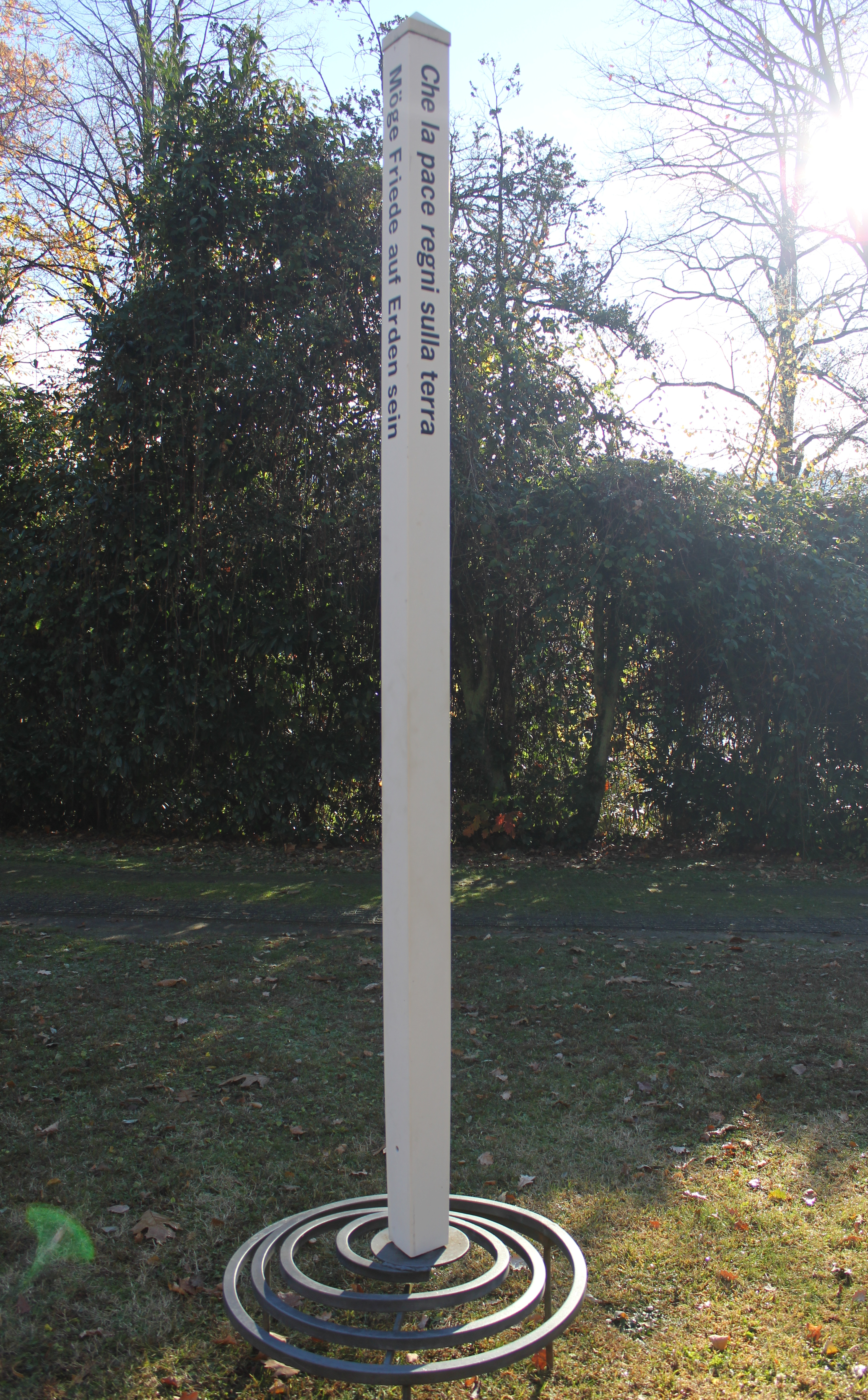
Friedenspfahl auf dem Monte Verità in Ascona, Schweiz

### Japan
- Kohamjima, Okinawa
- Shirokane, Minato, Tokio
- Arashiyama Bambus-Wald, Kyoto

### Deutschland
Als der dritte in der DDR wurde dieser Pfahl in der thüringischen Gemeinde Kapellendorf aufgestellt. Am 1. September 1988 hatte die dortige CFK-Gemeindegruppe am Antikriegstag zu einem Friedensfest eingeladen.
2017 wurde am schleswig-holsteinischen Aschberg auf dem Gelände der Lebensgemeinschaft Hof Saelde ein weiterer Friedenspfahl aufgestellt, der dem Schutzpatron aller Hilfsbedürftigen, Kaspar Hauser, gewidmet wurde.

### Schweiz
Ein Friedenspfahl steht seit 2004 auf dem Monte Verità in Ascona; es handelt sich um den ersten Friedenspfahl im Tessin und den zweiten in der Schweiz. Er ist in den Sprachen Deutsch, Englisch, Französisch, Italienisch und Rätoromanisch beschriftet.
In der Gemeinde Degersheim im Kanton St. Gallen wurden 2014 im Rahmen der 250-Jahr-Feier der katholischen Kirche zehn Friedenspfähle als Bestandteile des neuen «Degersheimer Friedenswegs» zwischen Degersheim und Magdenau aufgestellt.
Weitere Friedenspfähle stehen in Genf bei der Weltgesundheitsorganisation WHO, bei der Welthandelsorganisation WTO und beim UN-Hochkommissariat für Flüchtlingsfragen sowie auf dem Gelände von Schulen oder Seminarhäusern wie beispielsweise Schloss Glarisegg am Bodensee und in Privatgärten.
Die Schweizer Friedenspfähle werden von Bewohnern der Behindertenstiftung Tannacker in Bäriswil (BE) hergestellt.

### Österreich
Am 22. Juni 2002 wurde der erste Friedenspfahl im Rahmen eines Schulprojektes in Dornbirn aufgestellt. Bald folgten Aufstellungen im Bildungshaus Batschuns und im Bildungshaus St. Arbogast, in Pfarreien in Bregenz und Dornbirn, in Schulen, bei Privatpersonen und in Firmen. Seit 2020 stehen in Vorarlberg ca. 30 Friedenspfähle.
In Österreich engagiert sich hauptsächlich der Verein Friedenskraftwerk Vorarlberg (FKW) für die Errichtung von Friedenspfählen. Das FKW war bei der Organisation von Friedenspfählen in den Bundesländern Kärnten, Niederösterreich und Salzburg beteiligt.